# Line Baun Danielsen
Line Baun Danielsen (født 8. december 1961 i Hillerød) er en dansk journalist, kommunikationsrådgiver, blogger og fhv. studievært og ishockeyspiller, bl.a på landsholdet. Hun har tidligere været gift med fodboldspilleren Jan Bartram, som hun har to sønner, Rasmus og Emil, med.

## Karriere
Danielsen startede som studievært på TV 2 Sporten og siden TV 2 Nyhederne fra stationens start i 1988. Siden har hun også været vært på en række af stationens øvrige programmer – bl.a. Linen Ud, Mors Hammer, Roomservice, samt deltaget i dækningen af Tour de France, OL.
Senere har hun arbejdet for de konkurrerende tv-stationer, hvor hun var vært for TV3's Onside og Lines. På DR1 var Danielsen i flere sæsoner vært på Sporløs, samt var med til at dække og adskillige kulturelle og kongelige begivenheder – herunder bl.a. Kronprins Frederiks bryllup. I 2006 vendte hun tilbage til TV 2 for at blive vært på Go' Morgen Danmark. I sommer 2011 blev Line ansat på TV 2/Lorry. Hun vendte tilbage til TV i 2021 som vært på hos Discovery, hvor hun dækkede OL i Tokyo som studievært på Kanal 5.
Line Baun Danielsen er kåret til "årets kvindelige tv-vært" af Se og Hør og Billed-Bladets læsere, senest i 2005.
I 2009 etablerede Line Baun Danielsen sit eget selskab, LBD Kommunikation. Samme år udgav hun bogen Verdens bedste mor på Forlaget Turbulenz. Bogen bygger på samtaler med Anne Dorthe Tanderup, Pernille Aalund og Anne-Mette Rasmussen. Desuden har Line også skrevet bogen Bag skærmen. Hun optræder som foredragsholder.